# Luigi Arisio
Luigi Arisio (25 de março de 1926 - 29 de setembro de 2020) foi um político italiano.
Arisio serviu por um único mandato como membro da Câmara dos Deputados de 1983 a 1987, representando o Partido Republicano Italiano. A sua candidatura à reeleição não foi bem-sucedida.
Arisio morreu em 29 de setembro de 2020, aos 94 anos.